# Physocephala antiqua
Physocephala antiqua är en tvåvingeart som först beskrevs av Christian Rudolph Wilhelm Wiedemann 1830.  Physocephala antiqua ingår i släktet Physocephala och familjen stekelflugor. Inga underarter finns listade i Catalogue of Life.